# Bahru Zewde
Pour les articles homonymes, voir Zewde.
Bahru Zewde est un historien éthiopien, docteur  de l'université de Londres et enseignant à l'université d'Addis Abeba.

## Biographie
Bahru Zewde est né en Éthiopie. Il obtient un doctorat en histoire à la School of Oriental and African Studies de l'université de Londres. Ses domaines d'enseignement et de recherche à l'université d'Addis Abeba couvrent l'historiographie éthiopienne, la période moderne, les médias et les intellectuels ou encore les processus de démocratisation. Son ouvrage le plus connu est consacré à l'histoire de l'Éthiopie de 1855 à 1991.
Il a occupé les postes de vice-président de l’Organization for Social Science Research in Eastern and Southern Africa (OSSREA), directeur du département d'histoire à l'université d'Addis Abeba (UAA) et directeur de l’Institute of Ethiopian Studies, rattaché à l'UAA. Il a fondé le Forum for Social Studies dont il a été président du conseil d’administration de 1998 à 2004.
À sa retraite, Bahru Zewde devient professeur émérite d'histoire à l'UAA. Il est par ailleurs premier vice-président de l'Association des historiens africains, vice-président de l'Académie des sciences éthiopienne, éditeur à l’Africa Reviews of Books et a été membre du conseil d'administration de l'organisation Trust Africa, basée au Sénégal.

## Publications

### Ouvrages
- (en) Bahru Zewde, A History of Modern Ethiopia, 1855–1974, James Currey (Oxford), Ohio University Press (Athens), Addis Ababa University Press, 1991, 244 pages,  (ISBN 978-0852550663); 2e éd. : A History of Modern Ethiopia, 1855–1991, 2002, 254 pages,  (ISBN 978-0821414408)
- (en) Bahru Zewde, Pioneers Of Change In Ethiopia: Reformist Intellectuals Of Early Twentieth Century, Oxford, James Currey, Eastern African Studies, Ohio University Press, 2002, 288 pages,  (ISBN 978-0821414460)
- (en) Bahru Zewde, The Quest for Socialist Utopia. The Ethiopian Student Movement, c. 1960-1974, Oxford, James Currey, Eastern African Studies, 2014, 317 p.,  (ISBN 9781847010858)

### Éditeur
- (en) Bahru Zewde, Siegfried Pausewang (éd.), Ethiopia - The Challenge of Democracy from Below, Nordic Africa Institute (Uppsala),FSS (Addis Ababa), 2002, 215 pages,  (ISBN 978-9171065018), compte-rendu dans les Annales d'Éthiopie en ligne sur Persée
- (en) Richard Alan Caulk, Between the Jaws of Hyenas - A Diplomatic History of Ethiopia (1876-1896), Harrassowitz, Wiesbaden, 2002, 688 pages, édité par  Bahru Zewde,  (ISBN 978-3447045582), compte rendu dans Aethiopica en ligne
- (en) Land, Gender and the Periphery, Organisation for Social Science Research, Éthiopie, 2003, 196 pages,  (ISBN 9780954538422)
- (en) Ydlibi (May), With Ethiopian Rulers. A Biography of Hasib Ydlibi, Addis Abeba University, 2006, édité par Bahru Zewde, 333 p.
- (en) Society, State and Identity in African History, The Forum for Social Studies, 2008, 440 pages,  (ISBN 9789994450251)